# 2000
- Wikisource

| Calendário gregoriano                                                        | 2000 MM                             |
| Ab urbe condita                                                              | 2753                                |
| Calendário arménio                                                           | 1450 – 1451                         |
| Calendário bahá'í                                                            | 156 – 157                           |
| Calendário budista                                                           | 2544                                |
| Calendário chinês                                                            | 4696 – 4697 Início a 5 de fevereiro |
| Calendário copta                                                             | 1716 – 1717                         |
| Calendário etíope                                                            | 1992 – 1993                         |
| Calendários hindus - Vikram Samvat - Calendário nacional indiano - Cáli Iuga | 2055 – 2056 1921 – 1922 5100 – 5101 |
| Calendário Holoceno                                                          | 12000                               |
| Calendário islâmico                                                          | 1421 – 1422                         |
| Calendário judaico                                                           | 5760 – 5761 Início a 30 de setembro |
| Calendário persa                                                             | 1378 – 1379 Início a 20 de março    |
| Calendário rúnico                                                            | 2250                                |
| Calendário solar tailandês                                                   | 2543                                |

2000 (MM, na numeração romana) foi um ano bissexto do século XX que começou num sábado, segundo o calendário gregoriano. As suas letras dominicais foram BA. A terça-feira de Carnaval ocorreu a 7 de março e o domingo de Páscoa a 23 de abril. Segundo o horóscopo chinês, foi o ano do Dragão, começando a 5 de fevereiro.

| Evento                                                   | Data            | Hora  |
| -------------------------------------------------------- | --------------- | ----- |
| Aquário                                                  | 20 de janeiro   | 18:24 |
| Peixes                                                   | 19 de fevereiro | 08:34 |
| primavera no hemisfério norte e outono no hemisfério sul |                 |       |
| Carneiro/equinócio                                       | 20 de março     | 07:36 |
| Touro                                                    | 19 de abril     | 18:40 |
| Gémeos                                                   | 20 de maio      | 17:50 |
| verão no hemisfério norte e inverno no hemisfério Sul    |                 |       |
| Caranguejo/solstício                                     | 21 de junho     | 01:48 |
| Leão                                                     | 22 de julho     | 12:43 |
| Virgem                                                   | 22 de agosto    | 19:49 |
| Outono no Hemisfério Norte e Primavera no Hemisfério Sul |                 |       |
| Balança/equinócio                                        | 22 de setembro  | 17:28 |
| Escorpião                                                | 23 de outubro   | 02:48 |
| Sagitário                                                | 22 de novembro  | 00:20 |
| inverno no hemisfério norte e verão no hemisfério sul    |                 |       |
| Capricórnio/solstício                                    | 21 de dezembro  | 13:38 |

| UTC: Portugal Continental, Madeira, Guiné-Bissau e São Tomé e Príncipe Subtrair (-): 1 h nos Açores e Cabo Verde 2 h nas Ilhas oceânicas brasileiras 3 h em Brasília, em Goiás, na Amazônia Oriental Brasileira e no nordeste, sudeste e sul brasileiros 4 h na Amazônia Ocidental Brasileira, Mato Grosso e Mato Grosso do Sul 5 h no Acre e sudoeste do Amazonas Adicionar (+): 1 h em Angola e Guiné Equatorial 2 h em Moçambique 8 h em Macau 9 h em Timor-Leste. |
| Adicionar uma hora durante a vigência do horário de verão: Portugal Continental : De 26 de março a 29 de outubro de 2000 |

| Ano completo                      |
| --------------------------------- |
| Ano bissexto com início ao sábado |

A cultura popular considera o ano 2000 como o primeiro ano do século XXI e o terceiro milênio, devido a uma tendência de agrupar os anos em valores decimais, como se o ano zero fosse contado. No entanto, de acordo com o calendário gregoriano, estas distinções caem para o ano de 2001, pois o primeiro século foi retroativamente dito começar no ano 1. Como o calendário gregoriano não tem ano zero, seu primeiro milênio se estendeu dos anos 1 a 1000 inclusive e seu segundo milênio, dos anos 1001 a 2000.
O ano 2000 é às vezes abreviado como "Y2K" (o "Y" de "year" significa "ano" e o "K" significa "quilo", que significa "mil"). O ano de 2000 foi o assunto do Problema Y2K, que eram temores de que os computadores não mudassem de 1999 para 2000 corretamente. No entanto, no final de 1999, muitas empresas já haviam se convertido para um software novo ou atualizado. Alguns até obtiveram a "certificação Y2K". Como resultado de um grande esforço, ocorreram relativamente poucos problemas.
A primeira edição da revista O Cruzeiro, em 10 de novembro de 1928, publicou um artigo de um professor universitário brasileiro falando sobre o possível desenvolvimento tecnológico no ano 2000. Corresponde, no ciclo de doze anos que forma o calendário chinês, a um ano do signo "Dragão".

## Eventos
- Ano Internacional de Ação de Graças e Ano Internacional da Cultura da Paz, pela ONU.

### Janeiro
- 2 de janeiro - Enchente no Sul de Minas Gerais (Brasil) deixa 20% da população desabrigada.
- 4 de janeiro - Bolsa de Valores de Lisboa (BVL) negocia em euros.
- 14 de janeiro - Sport Club Corinthians Paulista se sagra campeão Mundial de Clubes FIFA.
- 18 de janeiro - Vazamento em duto da Petrobrás derrama cerca de 1,3 milhão de litros de óleo na Baía de Guanabara.
- 21 de janeiro - Eclipse lunar total visto principalmente nas Américas.
- 31 de janeiro - Médico britânico Harold Shipman condenado à prisão perpétua pela morte de 250 pacientes. Ele se suicidou em 2004.

### Fevereiro
- 17 de fevereiro - Lançamento do sistema operacional Windows 2000.
- 20 de fevereiro - Câmara dos Comuns (Inglaterra) suspende o Governo autónomo do Ulster.
- 27 de fevereiro - Fim do XXII Congresso do PSD, com reeleição de Durão Barroso.
- 28 de fevereiro - Lançamento do The Sims
- Fim da erupção ocorrida no mar, do Vulcão da Serreta, ilha Terceira, Açores.

### Março
- 4 de março -  A Sony lança seu videogame, Playstation 2 no Japão.
- 7 de março - O Papa João Paulo II pede perdão pelos erros cometidos por alguns membros da Igreja Católica nos últimos 2000 anos, entre eles a Inquisição, as Cruzadas e a hostilização ao povo judeu.[4]
- 9 de março - Os Correios do Brasil lançam um selo em homenagem às mulheres pioneiras da aviação no país: Anésia Pinheiro Machado, Teresa De Marzo e Ada Rogato.
- 26 de março - Vladimir Putin é eleito presidente da Rússia.

### Abril

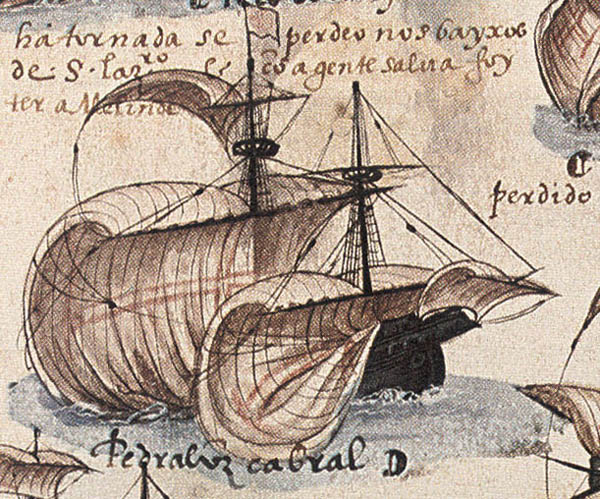
22 de abril - Comemoração dos 500 anos de Descobrimento do Brasil.

- 21 de abril - Assassinato do menino brasileiro Paulo Veronesi Pavesi morto no dia 21 de Abril de 2000 na Santa Casa de Poços de Caldas em Minas Gerais (Caso Pevesi)
- 22 de abril - Em Porto Seguro, Bahia, festejos pelos 500 anos do Descobrimento do Brasil. Confrontos e problemas técnicos com uma réplica do navio de Pedro Álvares Cabral transformam as comemorações num desastre.[5]

### Maio
- 12 de maio - Indiana Lara Dutta é eleita Miss Universo.

### Junho
- 5 de junho  - Estreia da novela Laços de Família, um sucesso na televisão brasileira.
- 12 de junho - Sequestro do ônibus 174, no Rio de Janeiro.
- 26 de junho - Cientistas dos Estados Unidos e da Grã-Bretanha anunciam o primeiro rascunho da sequência completa do genoma humano.

### Julho
- 1 de julho - Eclipse solar parcial.
- 11 de julho - Uma grande onda de frio atinge o Brasil, se estendendo até o dia 26.
- 25 de julho - Avião Concorde da Air France cai, nas proximidades de Gonesse, deixando 113 mortos.
- 28 de julho - Trem desgovernado da CPTM bate em outro na Estação Perus na cidade de São Paulo e mata nove pessoas e deixa 115 feridas.[6]

### Agosto

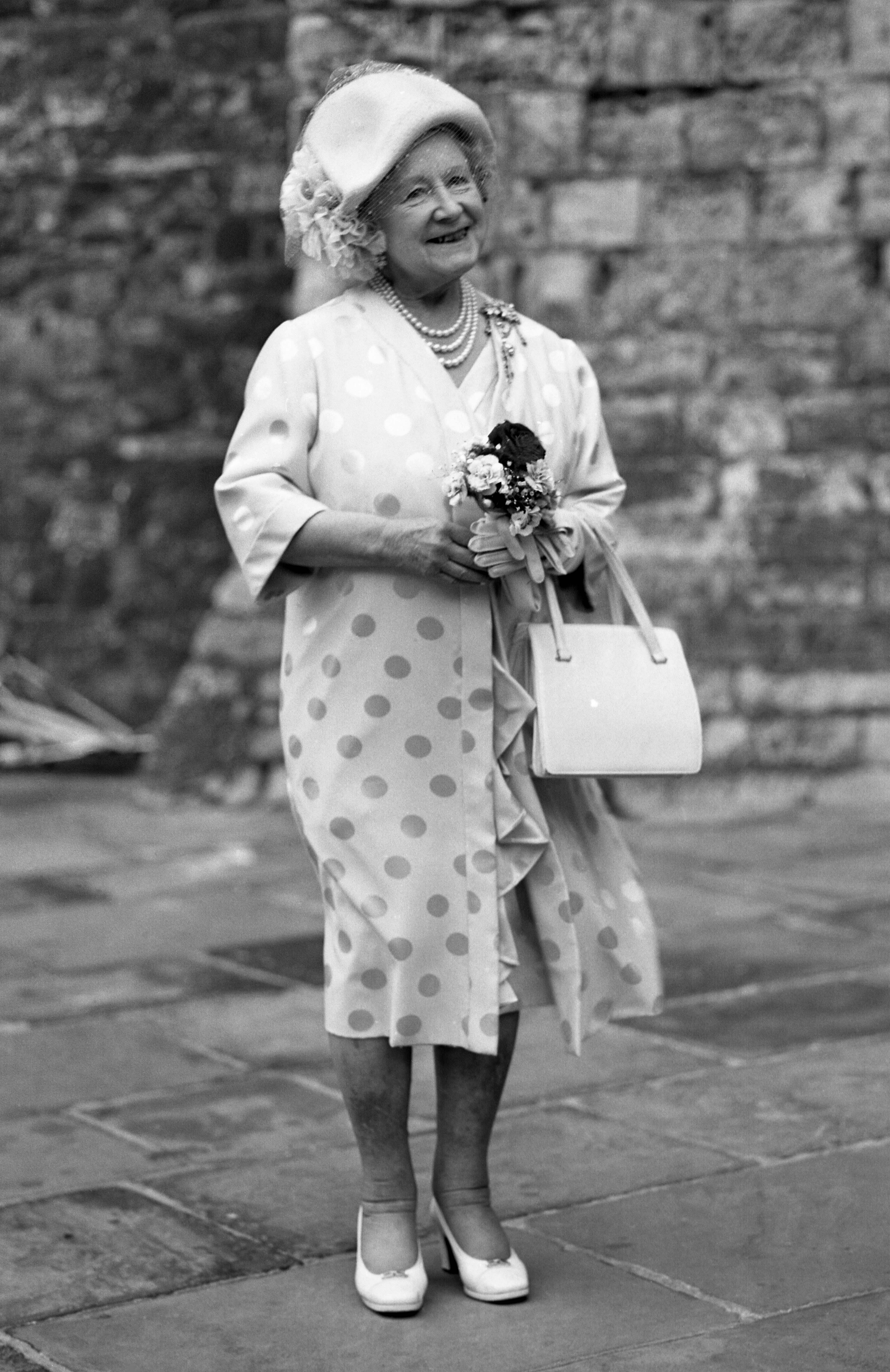
4 de agosto - A Rainha-Mãe da Inglaterra completa 100 anos.

- 1 de agosto - Lançamento do jogo virtual de interação online Habbo Hotel.
- 7 de agosto - O lançamento do Website de artes DeviantART.
- 12 de agosto - Submarino nuclear russo Kursk afunda no Mar de Barents.
- 23 de agosto - Airbus A320 da Gulf Air fazendo o Voo GF072 cai durante aproximação no Bahrain matando 143 pessoas a bordo.

### Setembro
| |  |  |
| 15 de setembro à 1º de outubro - Período em que são realizados os Jogos Olímpicos de Sydney, na Austrália. |  |  |

- 14 de setembro - A Microsoft lança o Windows ME, sendo considerado um dos maiores fiascos da empresa.
- 15 de setembro - Inicia-se em Sydney, Austrália a XXVII edição dos Jogos Olímpicos de Verão.

### Outubro
- 1 de outubro - Canonização de 120 mártires na Praça São Pedro em Roma.
- 1 de outubro - Eleições para prefeito e vereador em todo o Brasil.
- 26 de outubro -  A Sony lança o videogame Playstation 2 nos Estados Unidos.
- 30 de outubro -  A banda irlandesa U2 lança seu décimo álbum de estúdio All That You Can't Leave Behind, que vendeu mais de 12 milhões de cópias com o single Beautiful Day.

### Novembro
- 19 de novembro - No Japão, o presidente do Peru, Alberto Fujimori, anuncia a renúncia do cargo.
- 24 de novembro - A Sony lança seu videogame, Playstation 2 na Europa.
- 28 de novembro - Descoberta do planetoide Varuna, na Cintura de Kuiper.
- 30 de novembro
  - Priyanka Chopra é eleita Miss Mundo, dando à Índia a dupla vitória nos principais concursos de beleza, como em 1994.
  - A Sony lança seu videogame, Playstation 2 na Austrália.

### Dezembro
- 8 de dezembro - O juiz aposentado Nicolau dos Santos Neto é preso depois de 8 meses foragido.
- 13 de dezembro - George Bush é eleito presidente dos Estados Unidos, vencendo o candidato democrata Al Gore.

## Nascimentos

### Janeiro-Fevereiro
- 8 de janeiro - Noah Cyrus, Atriz americana
- 9 de janeiro - Thanaboon Kiatniran, ator, cantor e modelo tailandês.
- 14 de janeiro - Jonathan David, Futebolista canadense
- 15 de janeiro - Wachirawit Ruangwiwat, ator tailandês
- 20 de janeiro - Tyler Herro, Jogador de basquete americano
- 25 de janeiro - Remco Evenepoel, Ciclista belga
- 4 de fevereiro - Kantapon Jindataweephol, ator, cantor e modelo tailandês.
- 16 de fevereiro - Amine Gouiri, Jogador de futebol francês
- 20 de fevereiro
  - Kristóf Milák , Nadador húngaro
  - Josh Sargent , Jogador de futebol americano
- 22 de fevereiro - Timothy Weah, Jogador de futebol americano
- 28 de fevereiro - Moise Kean, Jogador de futebol italiano

### Março-Abril
- 5 de março - Gabby Barrett, Cantora e compositora americana
- 21 de março - Jace Norman , Ator americano
- 25 de março - Jadon Sancho, Jogador de futebol inglês
- 27 de março - Sophie Nélisse, Atriz canadense
- 30 de março - Colton Herta, Piloto de carro de corrida americano
- 9 de abril - Jackie Evancho, Soprano americana
- 23 de abril - Chloe Kim, Snowboarder americana
- 27 de abril - Ebony, rapper brasileira.
- 28 de abril - Ellie Carpenter, Jogadora de futebol australiana

### Maio-Junho
- 1 de maio - Duquesa, cantora e compositora brasileira.
- 15 de maio - Dayana Yastremska , Tenista ucraniana
- 18 de maio - Ryan Sessegnon, Jogador de futebol inglês
- 28 de maio
  - Phil Foden , Jogador de futebol inglês
  - Taylor Ruck , Nadador canadense
- 30 de maio - Jared S. Gilmore, Ator americano
- 1 de junho - Willow Shields, Atriz e dançarina americana
- 2 de junho
  - MC Jottapê, cantor e ator brasileiro
  - Lilimar Hernandez, Atriz venezuelana
- 3 de junho - Beabadoobee, Cantora e compositora britânica
- 9 de junho - Laurie Hernandez, Ginasta artística americana
- 13 de junho - Penny Oleksiak, Nadadora canadense
- 14 de junho - RJ Barrett, Jogador de basquete canadense
- 16 de junho - Bianca Andreescu, Tenista canadense
- 19 de junho - Sidoka, rapper brasileiro

### Julho-Agosto
- 4 de julho - Rikako Ikee, Nadadora japonesa
- 6 de julho - Zion Williamson , Jogador de basquete americano
- 12 de julho - Vinícius Júnior, Jogador de futebol brasileiro
- 14 de julho - Rachanun Mahawan, atriz e modelo tailandesa.
- 15 de julho - Paulinho, Jogador de futebol brasileiro
- 18 de julho - Angelina Melnikova, Ginasta artística russa
- 21 de julho - Erling Haaland, Jogador de futebol norueguês
- 26 de julho - Thomasin McKenzie, Atriz neozelandes
- 17 de agosto - Lil Pump, Rapper e compositor americano
- 29 de agosto - Julia Grosso, Jogadora de futebol canadense
- 31 de agosto - Angel Gomes, Jogador de futebol inglês

### Setembro-Outubro
- 26 de setembro - Salma bint Abdullah, Princesa jordaniana
- 28 de setembro - Frankie Jonas, Ator americano
- 1 de outubro - Natachai Boonprasert, ator, cantor, modelo e apresentador de televisão tailandês.
- 6 de outubro
  - Jazz Jennings, Porta-voz americana, personalidade da televisão e ativista dos direitos LGBT
  - Addison Rae , personalidade e dançarina da mídia social americana
- 30 de outubro - Jirawat Sutivanichsak, ator e modelo tailandês.
- 31 de outubro - Willow Smith, Atriz e cantora americana

### Novembro-Dezembro
- 2 de novembro - Alphonso Davies, Jogador de futebol canadense
- 7 de novembro - Callum Hudson-Odoi, Jogador de futebol inglês
- 10 de novembro - Mackenzie Foy, Modelo e atriz americana
- 12 de novembro - Thanawin Pholcharoenrat, ator, cantor e modelo tailandês.
- 20 de novembro - Connie Talbot, Cantora britânica
- 22 de novembro
  - Auli'i Cravalho, Atriz, dubladora e cantora americana
  - Baby Ariel , Cantora e compositora americana, atriz e personalidade da mídia social.
- 29 de novembro - Thitipong Sengngai, ator, cantor e modelo tailandês.
- 1 de dezembro - Sophia Flörsch, Piloto de corrida alemã
- 12 de dezembro - Lucas Jade Zumann, Ator americano
- 18 de dezembro - Korapat Kirdpan, ator e cantor tailandês
- 28 de dezembro - Larissa Manoela, Atriz, cantora e influenciadora digital brasileira
- 31 de dezembro - Logan Sargeant, Automobilista Norte-Americano

## Por tema
- 2000 no Brasil
- 2000 na ciência
- 2000 no cinema
- 2000 no desporto
- 2000 na literatura
- Mortes em 2000
- 2000 na música
- 2000 na televisão

## Prémio Nobel

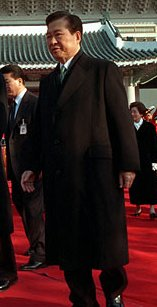
Paz - Presidente Kim Dae Jung (Coreia do Sul).

- Física - Zhores Ivanovich Alferov, Herbert Kroemer, Jack Kilby.
- Química - Alan J Heeger, Alan G MacDiarmid, Hideki Shirakawa.
- Medicina - Arvid Carlsson, Paul Greengard, Eric R. Kandel.
- Literatura - Gao Xingjian.
- Paz - Kim Dae Jung.
- Economia - James J. Heckman, Daniel L. McFadden.

## Tecnologia
|               |                       |              |            |
| Playstation 2 | Processador Pentium 4 | Windows 2000 | Windows ME |

## Epacta e idade da Lua
| Epacta gregoriana | 25 (XXV) |
| Idade da Lua      | Letra F  |